# Chris Lowe
Christopher Sean Lowe (* 4. října 1959) je anglický hudebník, zpěvák, skladatel a spoluzakladatel synth-popového dua Pet Shop Boys, které založil s Neilem Tennantem v roce 1981. Lowe obecně vystupuje jako klávesista Pet Shop Boys, příležitostně poskytuje vokály k písním. Na písni „I Want A Lover“ Lowe hrál na pozoun, který studoval ve škole. V roce 1993 napsal a vyrobil skladbu „Do The Right Thing“ pro fotbalistu Iana Wrighta. Lowe je dobře známý pro jeho podceňovanou veřejnou přítomnost, často nosí sportovní oblečení a sluneční brýle. Ve videích a fotkách Pet Shop Boys je často viděn jako stojící za Tennantem. Během 80. let měl také několik různých účesů, od dlouhých až po krátké.